# Vliegtuigslurf

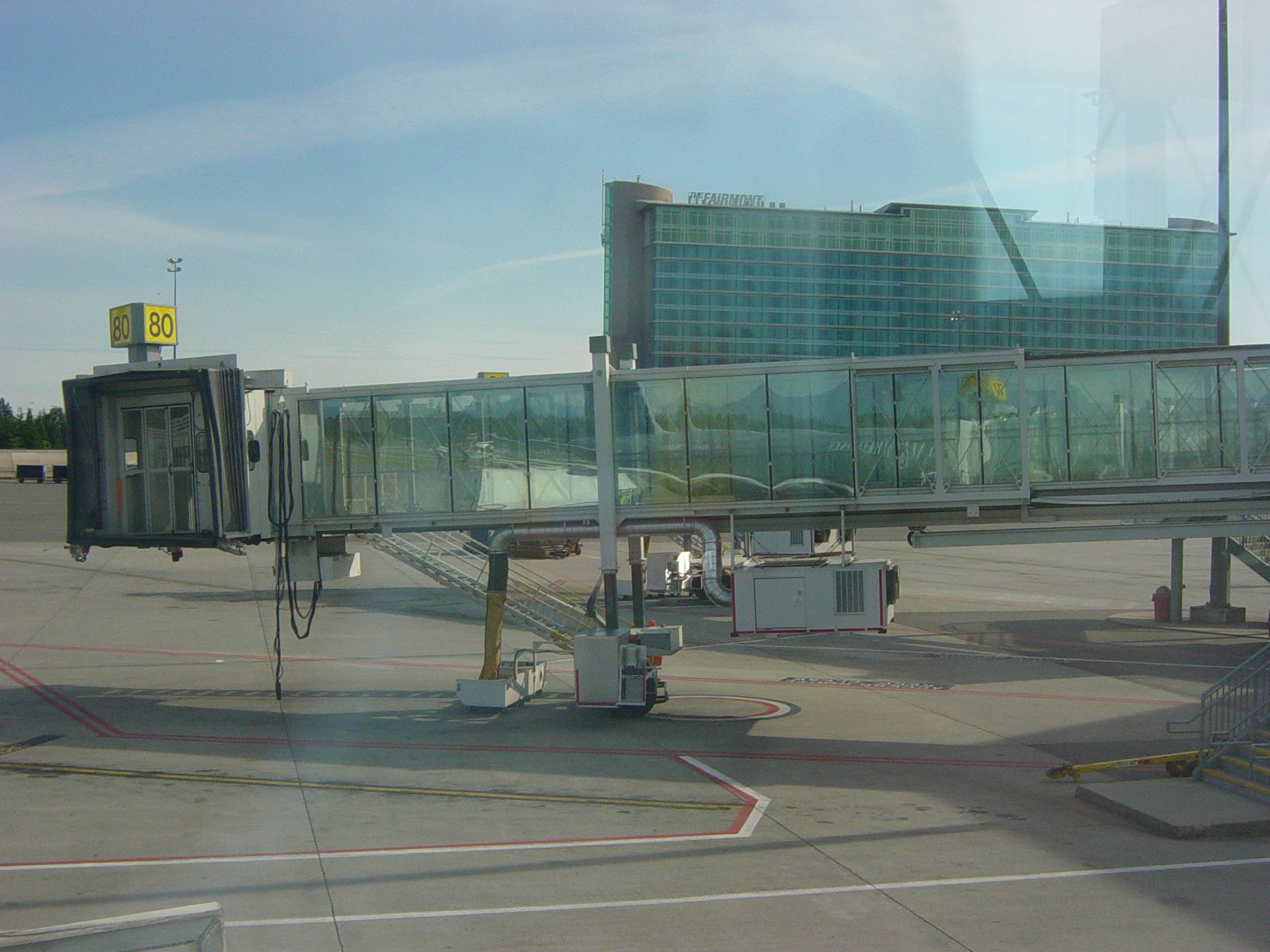
Een vliegtuigslurf in Vancouver, Canada

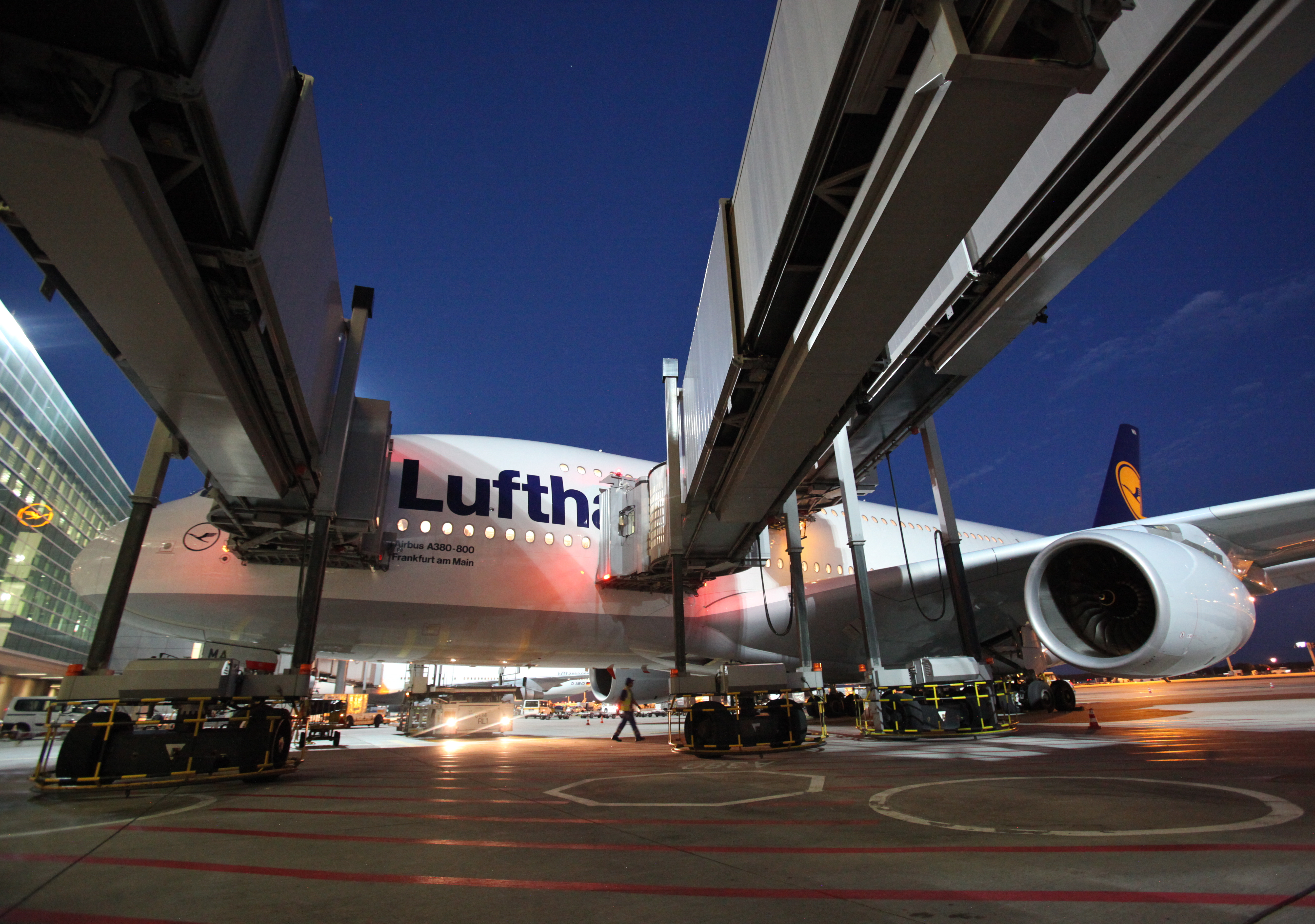
Een Airbus A380 van Lufthansa wordt gelijktijdig met drie vliegtuigslurven gekoppeld

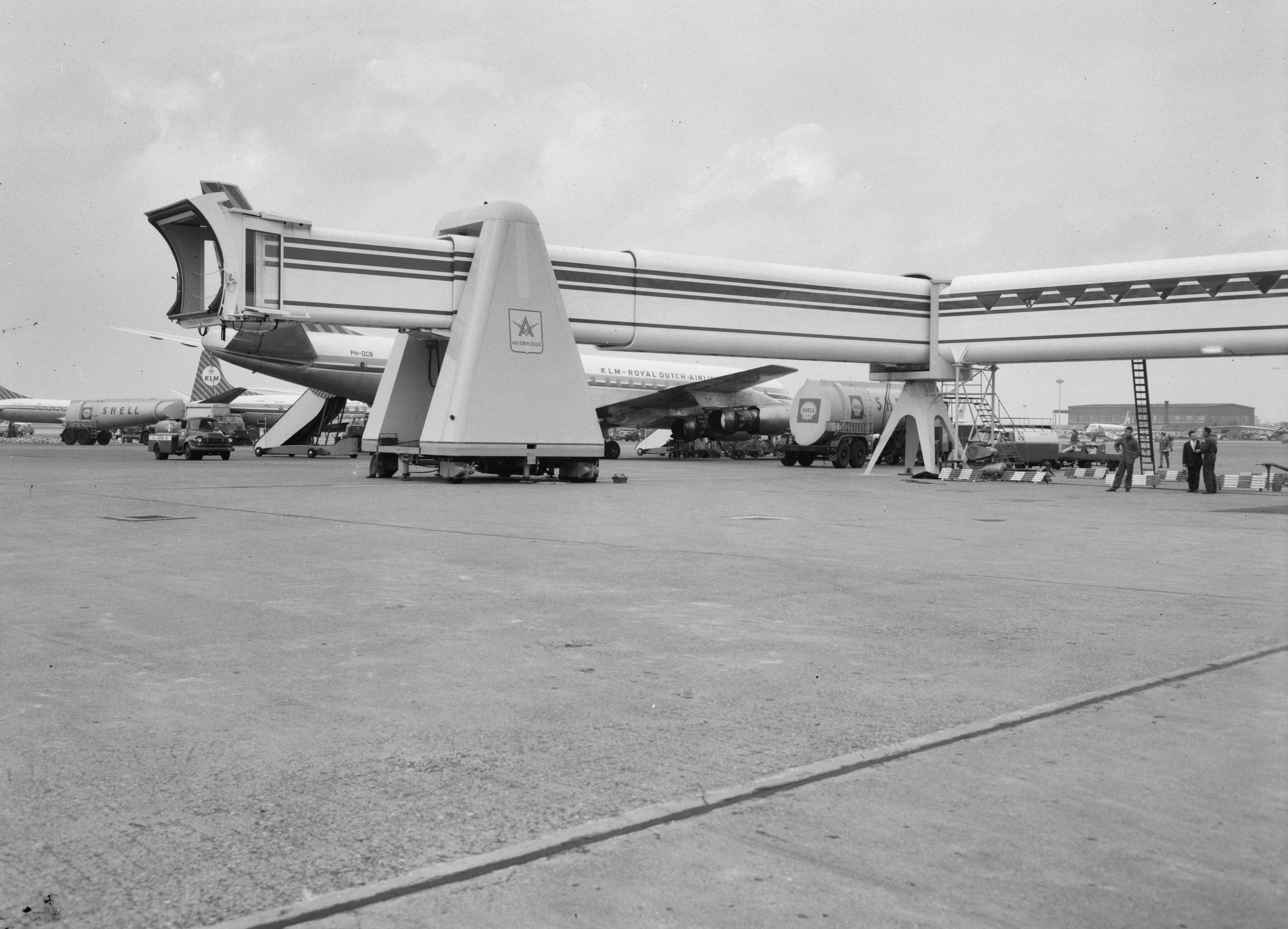
Schiphol, aviobrug in 1961

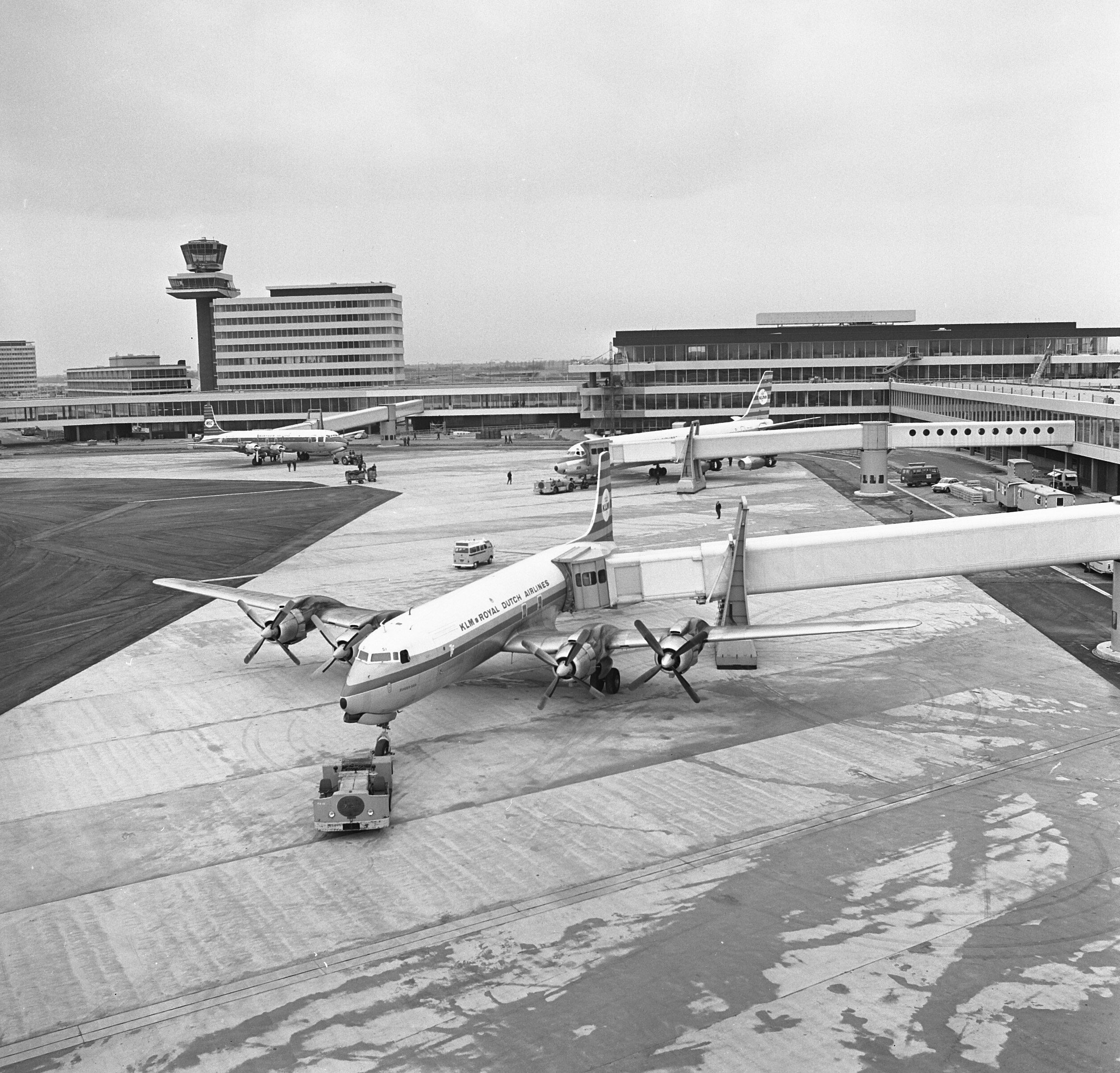
Schiphol, aviobrug in 1967

Een passagiersbrug of aviobrug, of de Engelse term jet bridge of jetway of vliegtuigslurf, is een beweegbare brug die aan één kant scharnierend bevestigd is aan de terminal en bewegingen in drie richtingen toestaat: zwenken in verticale en horizontale richting en verlengen (of verkorten). Daarmee kan een overdekte verbinding tot stand worden gebracht met elk vliegtuig dat zich dicht genoeg bij de terminal bevindt. 
Afhankelijk van de grootte van een toestel kunnen ook meerdere slurven ingezet worden. De gate ingezet voor grotere vliegtuigtypes kan dan uitgerust worden met twee of drie vliegtuigslurven. Zo zijn sommige luchthavens voor hun gates voor grotere vliegtuigen waaronder de Airbus A380 voorzien van drie slurven.
Passagiers lopen bij vertrek vanuit de gate door de vliegtuigslurf naar de deur van het vliegtuig. Bij het uiteinde van de slurf bevindt zich een bedieningspaneel om de slurf aan te sluiten aan het vliegtuig. Op sommige vliegvelden vertakt, gezien vanuit het vliegtuig, de slurf zich halverwege in tweeën, één deel is bestemd voor de aankomende passagiers en komt aan in het aankomstgedeelte van het vliegveld, vaak de onderste etage, en het andere deel is bestemd voor de vertrekkende passagiers en komt uit bij de gate voor de vertrekkende passagiers. Hiermee voorkomt men menging van passagiers.
De eerste vliegtuigslurf werd op 29 juli 1959 in gebruik genomen op de internationale luchthaven van San Francisco.

## Opstelling van het vliegtuig
Aanvankelijk was het gebruikelijk dat vliegtuigen evenwijdig aan het gebouw werden geparkeerd. De slurven moesten daardoor langer zijn dan de lengte van de vleugel. Deze opstelling ging ten koste van de ruimte in de parkeerhaven, ruimte die nodig is voor het manoeuvreren van de vliegtuigen ten behoeve van die opstelling.
Tegenwoordig zet men de vliegtuigen met de neus naar het gebouw: de vliegtuigen kunnen dichter bij elkaar staan. Ook is de slurf dan relatief kort. Het vliegtuig kan vanuit deze opstelling niet op eigen kracht vertrekken. Het vliegtuig moet door een pushback truck naar achteren worden geduwd.

## Vliegveld

### Schiphol

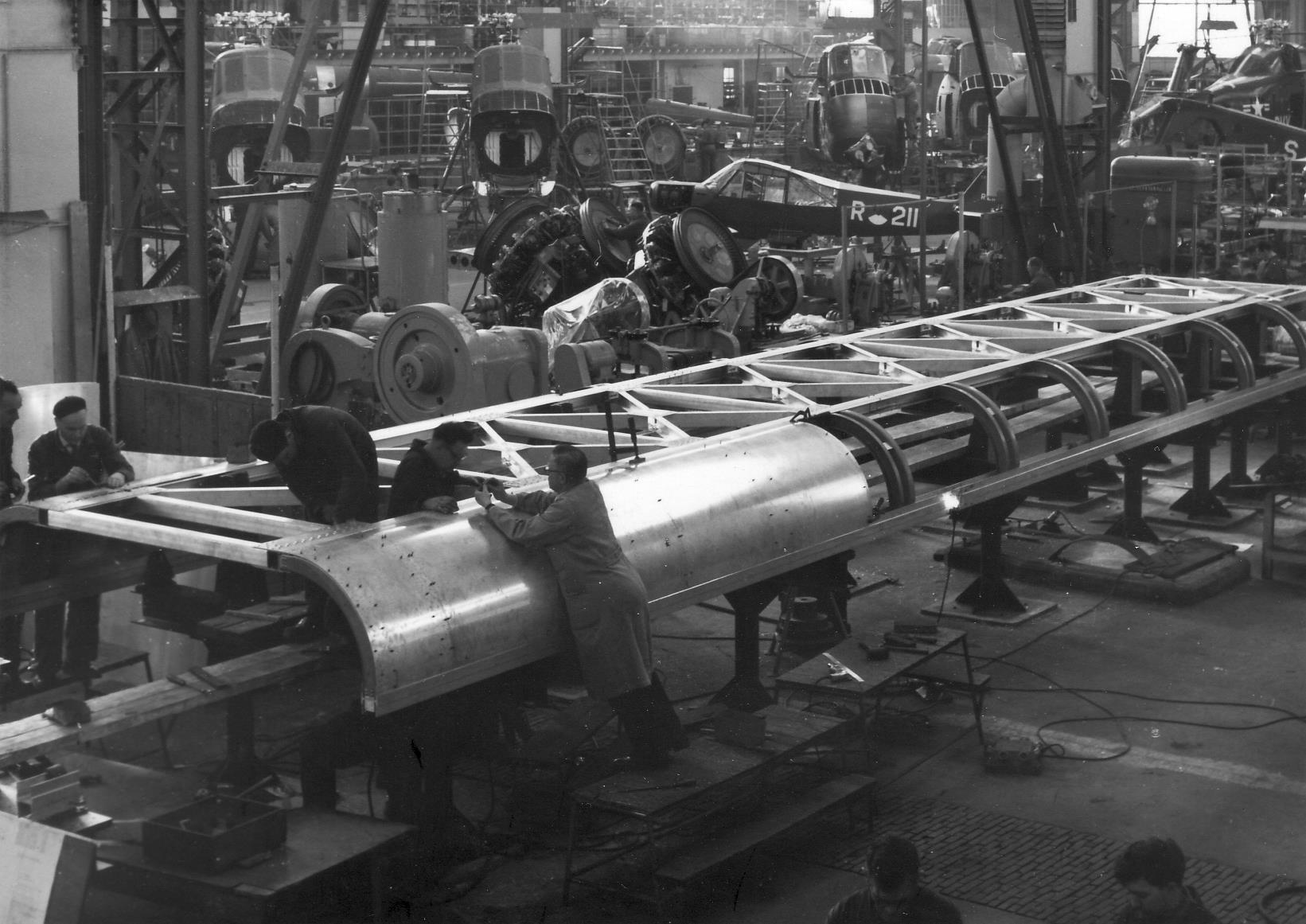
Een van de eerste Aviobruggen voor Schiphol in aanbouw in de fabriek in Papendrecht

De Nederlandse luchthaven Schiphol - thans Schiphol Oost - nam in 1961 een vliegtuigslurf in gebruik om het nieuwe systeem uit te proberen (De Aviobrug van vliegtuigfabriek Aviolanda). Er werden al plannen uitgewerkt voor nog dertig exemplaren. Het vernieuwde Schiphol, dat in 1967 werd geopend, had een slurf bij elke gate.
Schiphol is naderhand uitgebreid met een aantal opstelplaatsen die niet zijn voorzien van een vliegtuigslurf: de H- en M-pier. Sommige low-costcarriers maken hier gebruik van om kosten te besparen. De passagiers leggen de relatief korte afstand tussen de gate en de vliegtuigtrap lopend af.
Is een vliegtuig geparkeerd op een "buffer"-opstelplaats, een locatie ver verwijderd van de terminal, dan worden de passagiers per bus vervoerd tussen de vliegtuigtrap en de terminal.
Sommige kleinere vliegtuigen (onder andere Fokker F28 Fellowship, Bombardier CRJ1000) hebben een deur met een trap aan de binnenkant. Die deur draait naar buiten open en de trap draait naar de grond. Er is hier geen vliegtuigtrap nodig. Een slurf past niet aan zo'n toestel.

### Andere luchthavens
Op sommige luchthavens, onder andere Rotterdam The Hague Airport, is vanwege plaatsgebrek of uit bezuinigingsoogpunt gekozen voor gates zonder passagiersbrug. De vliegtuigen staan hier geparkeerd nabij en parallel aan de terminal. De passagiers lopen tussen het vliegtuig en de terminal over de grond en gebruiken een trap die bij de deur van het vliegtuig wordt geplaatst.
Staat een vliegtuig op grotere afstand dan kan men met een speciale bus naar of van het vliegtuig rijden. De passagiers stappen dan via een trap in en uit het vliegtuig.

## Veerboten
Bij veerboten komen passagiersbruggen voor als verbinding tussen de passagiersterminal en het schip. De passagiersbrug overbrugt in meerdere delen een hoogteverschil tussen de terminal en het schip. Een voorbeeld hiervan is de passagiersbrug gebruikt voor de veerboot in de havens van Hoek van Holland en Harwich. Deze passagiersbrug is scharnierend bevestigd aan de vaste wal maar de scheepsverbinding kan gepositioneerd worden in verticale richting omdat rekening moet worden gehouden met verschillende getijden.